# 11895 Дегант
11895 Дегант (11895 Dehant) — астероїд головного поясу, відкритий 8 квітня 1991 року.
Тіссеранів параметр щодо Юпітера — 3,537.